# Jessen (Elster)
Jessen (Elster) est une ville de Saxe-Anhalt, en Allemagne, située dans l'arrondissement de Wittemberg.

## Quartiers
| - Arnsdorf - Battin - Buschkuhnsdorf - Dixförda - Düßnitz - Gentha - Gerbisbach - Glücksburg - Gorsdorf - Grabo - Großkorga - Hemsendorf - Holzdorf - Jessen (Elster) - Kleindröben | - Kleinkorga - Klöden - Klossa - Kremitz - Leipa - Linda - Lindwerder - Lüttchenseyda - Mark Zwuschen - Mauken - Mellnitz - Mönchenhöfe - Morxdorf - Mügeln | - Naundorf bei Seyda - Neuerstadt - Rade - Rehain - Reicho - Ruhlsdorf - Rettig - Schadewalde - Schöneicho - Schützberg - Schweinitz - Seyda - Steinsdorf - Zwuschen |

## Histoire
Jessen a été mentionnée pour la première fois dans un document officiel en 1216 sous le nom de Jezzant. Jusqu'en 1945 Jessen faisait partie de la Saxe prussienne.

## Personnalités liées à la ville
- Moritz Trautmann (1842-1920), linguiste né à Klöden.
- Karl Lamprecht (1856-1915), historien né à Jessen.

## Jumelages
- Senden (Rhénanie-du-Nord-Westphalie) (Allemagne) depuis 1990